# شام إف إم
شام إف إم (بالإنجليزية: SHAM FM)‏ إذاعة سورية خاصة تبث على الموجة FM 92.3 أنشئت سنة 2007 بدأت ببث تجريبي استمر قرابة الشهرين ببث أغاني التراث الرحباني، في سنة 2010 بدأت الإذاعة تبث فضائياً عبر قمر النايل سات كما أنها تبث عبر الموقع الإلكتروني للإذاعة.
تضم ضمن كادرها أسماء مرموقة في عالم التقديم الإذاعي مثل هيام حموي التي عملت لفترة طويلة في إذاعة مونت كارلو وإذاعة الشرق في فرنسا، تبث الإذاعة 24 ساعة 7 أيام في الأسبوع.
وقد رعت إذاعة شام إف إم أحداث فنية مهمة في سوريا مثل مسرحية السيدة فيروز صح النوم التي أعادت عرضها في دمشق ضمن فعاليات دمشق عاصمة الثقافة العربية ومجموعة حفلات زياد الرحباني الأولى له في سوريا سنة 2008 بمناسبة دمشق عاصمة الثقافة العربية
وتعود ملكية الإذاعة إلى شركة الحارث غروب السورية الخاصة، ومدير الإذاعة منذ تأسيسها وحتى تاريخه هو الإعلامي السوري سامر يوسف.

## برامج الإذاعة
البرنامج الصباحي المباشر البلد اليوم الذي يتضمن فقرات خدمية تهتم بشؤون البلد الاجتماعية والثقافية والأبراج ولقاءات مع شخصيات فنية واجتماعية.
فترة الظهيرة وفيها تبث أغانٍ قديمة من تسعينيات القرن الماضي وأغان قديمة لكبار المطربين العرب.
برنامج دهب الزمان الذي يبث تسجيلات نادرة لأغان قديمة لمطربين كبار من العصر الذهبي للأغنية العربية.
وفي المساء فيروزيات المسا حيث تبث لمدة ساعة ونصف أغان للسيدة فيروز وأغاني ومسرحيات و موسيقى زياد الرحباني بشكل يومي.
نبض العاصمة إعداد سناء علي، تقديم: عطية عوض، إخراج سعد السواس: ويعنى بالمواضيع الخدمية ونبض الشارع وما ينشغل به سكان دمشق بشكل خاص، والسوريون بشكل عام.
استديو الشام برنامج فني ثقافي من إعداد وتقديم هيام الحموي.

## طاقم عمل الإذاعة

### الإدارة
- المدير العام: سامر يوسف
- مدير البرامج: هيام الحموي

مدير عام المنطقة الشمالية : أنس حندوس

### المخرجين
- حسام العاتكي
- سعد السواس
- أحمد الحموي
- قصي إبراهيم
- غادة خضور
- محمد العلي

### المراسلين
- مراسل دمشق: ماهر المونس
- مراسل حمص: حيدر رزوق
- مراسل حلب: أنس رمضان
- مراسل حماة: أوس سليمان
- مراسل الحسكة: أيهم مرعي
- مراسل اللاذقية: سومر حاتم.

### مقدمي البرامج والمذيعين
- عطية عوض
- زهراء فارس
- ديالا الحسن
- صفاء مكنا
- زهراء فارس
- نعيم إبراهيم
- قصي عمامة (سابق)
- جعفر ميا
- ديالا كلثوم

## علامة فارقة
في نهاية الشهر التاسع من سنة 2016 أعلن عن نتائج دراسة معمقة حول «جمهور الإعلام السوري للعام 2016» أجرتها 8 مؤسسات أوروبية مستقلة ورسمية، مدعومة من الاتحاد الأوروبي نشرت على موقع مؤسسة Free Press Unlimited وتناولت مختلف شرائح الجمهور السوري في كل المحافظات الواقعة تحت سيطرة الحكومة، وفي المناطق المتنازع عليها، جاءت إذاعة «شام أف أم» التي تبث كإذاعة فضائية (تيليراديو) في المرتبة الثانية على لائحة القنوات العربية والعالمية الأكثر متابعة وذلك بعد قناة الجزيرة.
وأشرف على الدراسة التي تجاوزت الثمانين صفحة د. جاد ملكي، الحائز على جائزة منظّمة الأمم المتحدة للتربية والعلم والثقافة (اليونسكو) لمحو الأميّة الإعلامية والمعلوماتية، للعام 2015 فيما تم نشر الدراسة من قبل سيدا (الوكالة السويدية للتنمية) واليونيسكو، وهيئة الدعم الدولي، ووزارة الخارجية الألمانية، بالإضافة لعشرات المؤسسات الأوروبية الأخرى.

### رابط لتحميل الدراسة
MiCT Audience Research Syria